# John Neely Kennedy
Pour les articles homonymes, voir John Kennedy (homonymie).
John Neely Kennedy, né le 21 novembre 1951 à Centreville (Mississippi), est un homme politique américain, membre du Parti républicain et sénateur de Louisiane au Congrès des États-Unis depuis 2017. Il est membre du Parti démocrate jusqu'en 2007.

## Biographie

### Jeunesse et carrière professionnelle
John Kennedy naît à Centreville dans le Mississippi et grandit à Zachary, en Louisiane, près de Baton Rouge. Marié à Becky Stulb, ils ont ensemble un fils Preston. 
Il est diplômé de science politique, de philosophie et d'économie de Vanderbilt, puis obtient son diplôme de droit de l'université de Virginie. Il étudie également à l'université d'Oxford, au Royaume-Uni. Après ses études, Kennedy devient avocat à La Nouvelle-Orléans puis à Madisonville.

### Premiers engagements politiques
De 1988 à 1991, il est conseiller spécial du gouverneur démocrate Buddy Roemer,. Il quitte ses fonctions pour se présenter, sans succès, au poste de procureur général de Louisiane. Il est ensuite nommé secrétaire du Revenue Department du gouverneur républicain Mike Foster, fonction qu'il occupe de 1996 à 1999.
Le 23 octobre 1999, il est élu trésorier de l'État de Louisiane avec 56 % des voix face au républicain sortant Ken Duncan. Durant son mandat, il dénonce les budgets en déséquilibre présentés par les gouverneurs, démocrates comme républicains. Il se présente une première fois au Sénat des États-Unis en 2004. Il fait une campagne à la gauche de l'autre principal candidat démocrate, le centriste Chris John, critiquant les baisses d'impôts menées par les républicains. Il finit troisième, distancé par John et David Vitter, finalement élu. La même année, il soutient John Kerry à l'élection présidentielle,.

### Changement d'affiliation
En 2007, George W. Bush et son conseiller Karl Rove l'incitent à changer de parti pour affronter la sénatrice démocrate Mary Landrieu lors des élections de 2008. Il rejoint alors le Parti républicain et se présente à nouveau au Sénat. Durant la campagne, il attaque la démocrate qu'il considère comme étant trop à gauche pour l'État. En retour, elle le critique pour son changement de parti et certains revirements,. Alors même que John McCain, candidat républicain à la présidence des États-Unis, remporte largement la Louisiane, Kennedy est battu par Landrieu (45,8 % des voix contre 52,1 %).
Il est facilement réélu pour un cinquième mandat de trésorier en 2015. Même s'il ne rencontre que peu d'opposition, il fait diffuser des publicités pour un million de dollars dans le but de se faire davantage connaître des électeurs.

### Sénateur des États-Unis
L'année suivante, il tente une troisième fois d'entrer au Sénat. Il arrive en tête de l'élection générale à deux tours (une particularité de la Louisiane) en novembre 2016 avec 25 % des voix devant le démocrate Foster Campbell à 17 %. Kennedy est alors considéré comme largement favori pour le second tour. Durant l'entre deux tours, le vice-président élu Mike Pence vient faire campagne à ses côtés. Il est élu sénateur de Louisiane avec 61 % des suffrages.

## Positions politiques
Démocrate puis républicain, John Kennedy est un conservateur. Considéré comme « pro-choix » au début de sa carrière, Kennedy devient vite opposé à l'avortement et reçoit notamment le soutien du National Right to Life Committee.
Ardent défenseur de la vente libre d'armes à feu et partisan des droits du deuxième amendement, il est soutenu officiellement par la National Rifle Association (NRA).